# Fadder
En fadder er et dåbsvidne, og skal altid selv være døbt med den kristne dåb. Faddere associeres nok mest med barnedåb, men tidligere var det ikke ualmindeligt at voksne stod fadder ved andre voksnes dåb.
Der skal ved dåb i Danmark være mindst to og højst fem faddere. Deres opgave er at bevidne, at barnet er døbt med den kristne dåb, og de har en moralsk forpligtelse til at hjælpe forældrene med at opdrage barnet i den kristne tro og indføring i det kristne fællesskab. Den moralske forpligtelse gælder også, hvis forældrene skulle gå hen og dø, inden barnet bliver voksen. Den kongelige familie er ikke underlagt den almindelige øvre grænse for antallet af faddere.
Derimod skal en fadder ikke sørge for barnets opdragelse og forsørgelse, hvis forældrene dør. Forældre anbefales at skrive et børnetestamente, som de sociale myndigheder vil tage med i overvejelserne om barnets fremtid.
En fadder i den danske folkekirke skal være over konfirmationsalderen, men selve konfirmation er ikke nogen betingelse. Den af fadderne, der holder barnet over dåben og svarer på tilspørgelsen kaldes i folkemunde gudmor/gudfar, men den betegnelse er ikke en kirkelig betegnelse.
Forældre kan stå fadder til deres egne børn og holde dem over dåben, såfremt der er indskrevet mindst to faddere ud over forældrene ved dåben. Den, der forretter selve dåbshandlingen, kan ikke være fadder for den døbte.
Fadderforpligtelsen medfører dog ikke, at en gudfar eller gudmor har juridiske forpligtelser ved forældrenes død. Det 'juridiske' ved fadderskabet ligger alene i opgaven at være vidne til dåben og dette kan ikke senere ændres i kirkebøgerne. Den moralske forpligtelse derudover, er det således op til den enkelte at vurdere.

## Afledte betydninger
Desuden anvendes begrebet fadder i overført betydning om en, der støtter et barn i et uland økonomisk via organisationer som Dansk Røde Kors, Plan, Red Barnet og SOS-Børnebyerne.
En anden overført betydning er at stå fadder til noget eller være fadder til noget. Her anvendes "fadder" i betydningen ophavsmand eller grundlægger.

## Ekstern henvisning
- Kristendom.dk: Fadder Arkiveret 18. maj 2008 hos  Wayback Machine
- Kirkeministeriet: Faddere Arkiveret 4. januar 2010 hos  Wayback Machine